# Légua Boji Buá da Trindade
Légua Boji Buá da Trindade é um espírito cultuado em diversas religiões afro-brasileiras, sobretudo na região norte e nordeste no Brasil. É o filho adotivo de Dom Pedro Angasso e chefe da família de Légua, à qual empresta o nome. Conforme crê-se, Légua Boji Buá teria sido um vaqueiro que, pela excelência de seus serviços, teria sido adotado pelo nobre Pedro Angasso, gerando numerosa prole, todos cultuados como espíritos guardiões. Quando incorporado, Légua consome grandes quantidades de bebidas alcoolicas, fuma cachimbo e cigarro e dirige-se a seus devotos de maneira direta e sem evasivas.
Ocupando papel de destaque no terecô, sendo igualmente cultuado no tambor de mina, Légua Boji Buá é, provavelmente, fruto da ressignificação de dois voduns daomeano, a saber Légua e Poliboji. 